# Jumeirah Beach Hotel
O Jumeirah Beach Hotel é um hotel 5 estrelas localizado em Dubai, Emirados Árabes Unidos. O hotel foi aberto em 1997, e é operado pela rede de hotelaria com sede em Dubai, Jumeirah. O hotel contem 598 quartos e suítes e 19 vilas. Este hotel em forma de onda complementa a forma de vela do Burj Al Arab, que é adjacente ao Jumeirah Beach Hotel.
O hotel ocupa um local na praia. Os hóspedes do hotel tem 33,800 metros quadrados de praia para uso. Além do parque aquático Wild Wadi. Todos os visitantes do hotel tem acesso ilimitado ao parque aquático.
Quando completado em 1997, o Jumeirah Beach Hotel era o 9º edifício mais alto de Dubai. Hoje, está atrás da lista dos 100 maiores. Apesar da sua posição no ranking, o hotel continua a ser um marco em Dubai.